# Foxella macgregori
Foxella macgregori är en loppart som beskrevs av Barrera 1953. Foxella macgregori ingår i släktet Foxella och familjen fågelloppor. Inga underarter finns listade i Catalogue of Life.